# Toy Story Hotel
Het Toy Story Hotel (Mandarijn: 玩具总动员酒店) is een Disney-hotel in het Chinese Shanghai Disney Resort, dat werd geopend op 16 juni 2016. Het is het eerste Disney-hotel met de film Toy Story als thema. Het hotel ligt ten westen van het themapark Shanghai Disneyland.
Het hotel heeft 800 kamers, met faciliteiten als restaurants en winkels.